# باديرنوس
بلدية باديرنوس (بالإسبانية: Padiernos) هي بلدية تقع في مقاطعة آبلة التابعة لمنطقة قشتالة وليون وسط إسبانيا.

## الديموغرافيا
بلغ عدد سكان بلدية باديرنوس 261 نسمة عام 2011 (وفقاً للمعهد الوطني للإحصاء الإسباني).
| 260 | 233 | 245 | 223 | 251 | 258 | 261 |